# Aldo Bettini
Aldo Bettini (Bologna, 21 giugno 1886 – 16 gennaio 1929) è stato un ciclista su strada italiano naturalizzato francese.
Professionista dal 1908 al 1910.

## Carriera
Ciclista emiliano degli inizi del secolo fu professionista per tre anni e ottenne una sola vittoria, ma per due volte giunse al decimo posto nella classifica generale del Tour de France, nel 1909 e nel 1910, mentre nel 1908 sempre al Tour fu diciannovesimo.
Nel 1929 ottenne la naturalizzazione francese.

## Palmarès
- 1913

Nizza-Anton-Nizza

## Piazzamenti

### Grandi Giri
- Tour de France

1908: 19º
1909: 10º
1910: 10º

### Classiche monumento
- Parigi-Roubaix

1910: 15º